# Öresundregion

Lage der Öresundregion (2018)

Die Öresundregion (dänisch: Øresundsregionen, schwedisch: Öresundsregionen) ist eine Europäische Metropolregion und erstreckt sich beiderseits des Öresunds transnational nach Dänemark und Schweden. Die urbanen Zentren der Region sind das dänische Kopenhagen und das schwedische Malmö, weshalb mitunter auch die Bezeichnung Metropolregion Kopenhagen-Malmö verwendet wird.

## Committee
Lokal- und Regionalpolitiker konferierten ab 1993 regelmäßig im Öresundkomitee, um Hemmnisse bei der grenzüberschreitenden Zusammenarbeit abzubauen. Zum 1. Januar 2016 wurde es zum Greater Copenhagen & Skåne Committee umgebildet. Zum 1. Januar 2019 wird das schwedische Län Halland in das Komitee aufgenommen. Dem dann schlicht Greater Copenhagen Committee getauften Gremium werden insgesamt vier Regionen und 85 Kommunen angehören.
Der Vorstand besteht derzeit (2018) aus 18 Mitgliedern. Den Vorsitz führt Heino Knudsen, Vorsitzender der Region Sjælland, sein Stellvertreter ist Henrik Fritzon, Vorsitzender der Provinz Schonen. 

## Abgrenzung und Bevölkerung 2018
Die Öresundregion besteht aus der Provinz Schonen auf schwedischer sowie der Hauptstadtregion und der Region Seeland auf dänischer Seite. Hier wohnen auf einer Fläche von circa 21.000 km² 3,88 Millionen Menschen (Stand: 2014), zwei Drittel davon in Dänemark und ein Drittel in Schweden.

## Wirtschaft und Verkehr

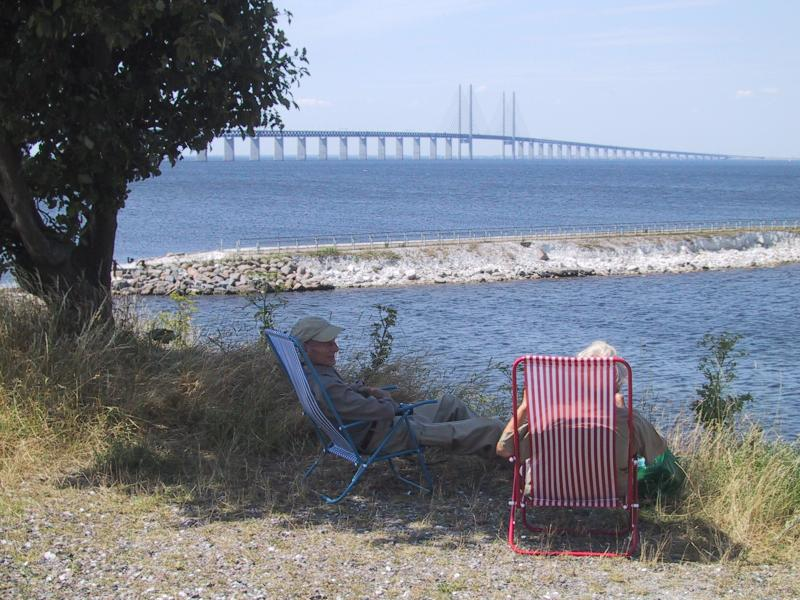
Die Öresundbrücke, von Schweden aus gesehen.

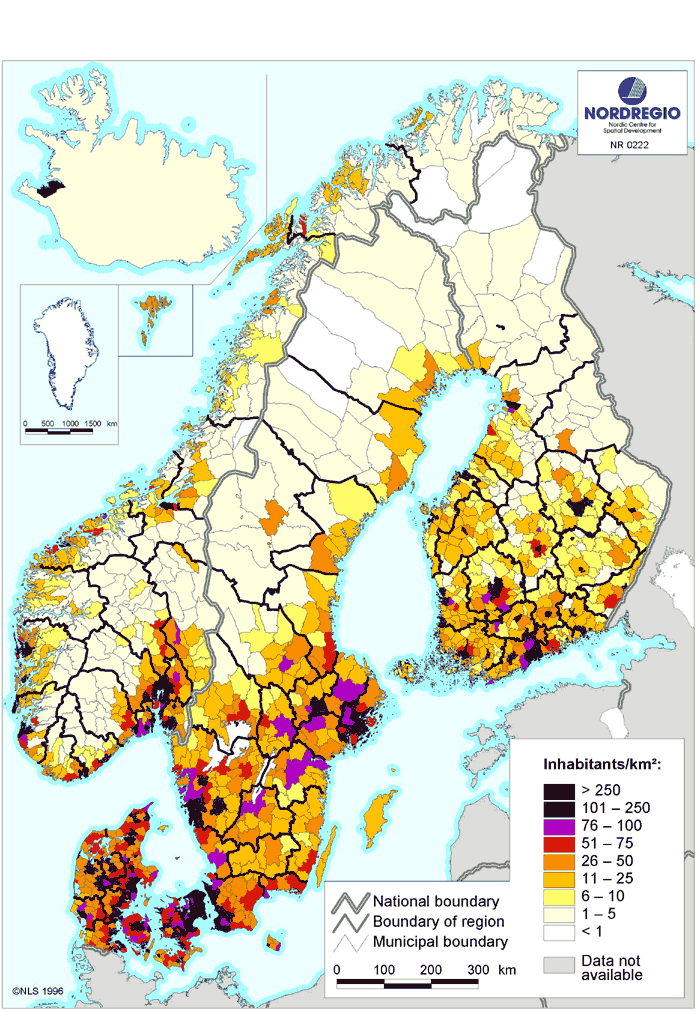
Die Bevölkerungsdichte am Öresund (unten links-mittig) ist für skandinavische Verhältnisse hoch.

Die Öresundregion verdankt ihre Entstehung der Fertigstellung der Öresundverbindung mit der Öresundbrücke und dem Drogdentunnel, die seit 2000 Schonen und Seeland verbindet. Diese Verbindung stärkt das Zusammenwachsen der transnationalen Metropolregion. Neben der Brücke verbindet im Norden auch eine hochfrequente Fährverbindung zwischen Helsingborg und Helsingör beide Länder.
Die Öresundregion ist eine der wichtigsten Wirtschaftsregionen im Ostseeraum. Laut einem Artikel der Zeitschrift The Economist aus dem Jahr 2007 weist die Region die wirtschaftsfreundlichsten Bedingungen der Welt auf. Festgemacht wird dies an der Lage (Stichwort „Tor zur Ostsee“), der guten Infrastruktur (Internationaler Flughafen Kopenhagen, umfangreiches Straßen- und Schienennetz, viele Schiffsrouten), der internationalen Verständigung (fließendes Englisch ist zwingendes Einstellungskriterium bei Fachkräften), den guten weichen Standortfaktoren, den guten Bildungseinrichtungen und der Clusterstruktur.
Zum Konzept einer Verbindung der Metropolregion Öresundregion und der Metropolregion Hamburg im Zuge der Vogelfluglinie fehlt noch die feste Fehmarnbeltquerung zwischen den Inseln Lolland und Fehmarn, die im Juni 2007 von den Regierungen Deutschlands, Schleswig-Holsteins und Dänemarks beschlossen wurde. Im Frühjahr 2015 forderten jedoch Bundesrechnungshof und Rechnungsprüfungsausschuss des Deutschen Bundestages, in Neuverhandlungen über den Staatsvertrag einzutreten. Verkehrsausschuss und Bundesregierung wiesen diese Forderung postwendend zurück.
Südlich der Öresundbrücke liegt mit dem Offshore-Windpark Lillgrund auch der mit Stand 2015 größte Offshore-Windpark Schwedens.

## Wissenschaft und Forschung
14 ostdänische und schonische Universitäten und Hochschulen etablierten 1997 das sogenannte Öresund-Universitätsnetzwerk: die Universitäten von Kopenhagen, Roskilde und Lund, Malmö högskola, Copenhagen Business School, Högskolan Kristianstad, Danmarks Tekniske Universitet, Sveriges lantbruksuniversitet/Alnarp, IT-Universitetet, Kunstakademiets Arkitektskole, Det Informationsvidenskabelige Akademi, Den Kgl. Veterinær- og Landbohøjskole, Danmarks Pædagogiske Universitet und Danmarks Farmaceutiske Højskole. Das Netzwerk wurde 2010 aufgegeben, 2013 liefen die letzten Gemeinschaftsprojekte aus.
In der Öresundregion haben sich schwerpunktmäßig Cluster ausgebildet. Dazu zählen:
1. „Medicon Valley“: Cluster für Lebenswissenschaften, Schwerpunkte in Krebs- und Allergieforschung
2. „Öresund-IT-Region“: Cluster für Informations- und Kommunikationswissenschaften, Schwerpunkte in Nano-, Mikrotechnik und Softwareentwicklung
3. „Copenhagen Cleantech Cluster“ für neue Umwelttechnologien, Schwerpunkte in Wind-, Bioenergie, Entwicklung von Brennstoffzellen, Entwicklung von elektrischen Fahrzeugen. Siehe auch Europäische Spallationsquelle.